# 盖斯特哈赫特
盖斯特哈赫特（發音：[ɡeːstˈhaxt] ⓘ）是德国石勒苏益格-荷尔斯泰因州劳恩堡公国县的城市，面积33.25平方千米，2023年12月31日人口为32,763人。